# Volovica
Il monte Volovica con 1.312 m s.l.m. è una montagna delle Pohorje nelle Prealpi Slovene nord-orientali. Si trova nella regione della Carinzia in Slovenia nel comune di Mislinja.